# Gare de Kinugasa
La gare de Kinugasa (衣笠駅, Kinugasa-eki) est une gare ferroviaire de la ville de Yokosuka, dans la préfecture de Kanagawa, au Japon. La gare est gérée par la JR East.

## Situation ferroviaire
La gare de Kinugasa est située au point kilométrique (PK) 68,7 de la ligne Yokosuka.

## Histoire
La gare a été inaugurée le 1er avril 1944.

## Services aux voyageurs

### Accès et accueil
La gare dispose d'un bâtiment voyageurs, avec guichets, ouvert tous les jours.

### Desserte
- Ligne  Yokosuka :
  - voie 1 : direction Kurihama
  - voie 2 : direction Ōfuna, Yokohama et Tokyo (interconnexion avec la ligne Sōbu pour Chiba)